# Erone, Atéo, Isidoro e Dioscoro
Erone, Atéo, Isidoro e Dioscoro (fl. III secolo) furono dei santi egiziani, morti martiri durante le persecuzioni di Decio.

## Agiografia
Questi santi egiziani sono menzionati nella lettera che Dionisio di Alessandria scrisse a Fabio di Antiochia e che fu pubblicata da Eusebio di Cesarea nella Storia ecclesiastica.
Secondo il racconto di Dionisio, all'epoca delle persecuzioni di Decio (249-251) furono arrestati in Egitto Erone, Atéo, Isidoro e il quindicenne Dioscoro. Pensando di aver vita facile con il giovane, il giudice cercò di costringerlo, prima con la persuasione e poi con la tortura, ad abiurare la fede cristiana. Vista la sua tenacia e la saggezza con cui rispose alle domande del giudice, Dioscoro fu lasciato andare ed era ancora vivo quando Dionisio scrisse la sua lettera. Gli altri tre invece furono sottoposti a tremende torture prima di essere condannati al rogo.
Nelle traduzioni latine della storia di Eusebio, il nome di Atéo fu modificato in quello di Arsenio.

## Culto
La memoria di questi martiri fu inserita al 14 dicembre nei martirologi medievali della Chiesa cattolica, quelli di Floro, di Adone di Vienne e poi nel martirologio di Usuardo. In questi martirologi si fa memoria anche di Dioscoro, benché dal racconto di Dionisio non risulta che abbia subito alcun martirio.
Dai martirologi medievali, la memoria fu inserita da Cesare Baronio nel martirologio romano, nel quale si dice che "per divino volere, Dioscoro fu lasciato andar libero per consolazione dei fedeli". La riforma del martirologio operata dopo il Concilio Vaticano II, ha modificato la memoria di questi santi, con l'introduzione anche del martirio di Dioscoro:
(Martirologio Romano. Riformato a norma dei decreti del Concilio ecumenico Vaticano II e promulgato da papa Giovanni Paolo II, Città del Vaticano, 2004, p. 946)